# Șotrile
Șotrile község Prahova megyében, Munténiában, Romániában.  A hozzá tartozó települések: Lunca Mare, Plaiu Câmpinei, Plaiu Cornului, Seciuri és Vistieru.

## Fekvése
A megye északnyugati részén található, a megyeszékhelytől, Ploieşti-től, ötvenkét kilométerre északnyugatra, a Doftana folyó bal partján, a Szubkárpátok kanyarulatának déli lejtőin. A település felett magasodik a Frumos (magyarul: Szép) csúcs, 860 méteres magasságával.

## Történelem
A 19. század végén a község Prahova megye Prahova járásához tartozott és Lunca Mare, Frați, Osibitu, Seciurile valamint Plaiu Cornului falvakból állt, összesen 1568 lakossal. A község tulajdonában volt négy malom, három kallómalom a Doftana folyón, egy iskola valamint két templom, az egyik Frați faluban, melyet Știrbei herceg építtetett 1886-ban, valamint egy másik Lunca Mare faluban, melyet Grigore Negru emeltetett 1845-ben.
1925-ös évkönyv szerint a község Lunca Mare, Șotrile-Câmbineanul és Șotrile-Vistierul falvakból állt, 2292 lakossal.
1931-től Lunca Mare, Plaiu Câmpinei, Plaiu Cornului, Seciuri, Șotrile és Vistieru települések tartoztak a községhez.
1950-ben közigazgatási átszervezés alapján, a Prahova-i régió Câmpina rajonjához került, majd 1952-ben a Ploiești régióhoz csatolták. 
1968-ban ismét megyerendszert vezettek be az országban, a község az újból létrehozott Prahova megye része lett. 

## Lakossága
A nemzetiségi megoszlás a következő:
| 2002     | 2002 | 2002   |
| -------- | ---- | ------ |
| Románok  | 3054 | 85,81% |
| Romák    | 505  | 14,18% |
| Összesen | 3559 | 100,0% |

## Külső hivatkozások
- A település honlapja
- A településről
- 2002-es népszámlálási adatok
- Marele Dicționar Geografic al României